# Microlicia insignis
Microlicia insignis är en tvåhjärtbladig växtart som beskrevs av Diederich Franz Leonhard von Schlechtendal. Microlicia insignis ingår i släktet Microlicia och familjen Melastomataceae. Inga underarter finns listade i Catalogue of Life.

## Bildgalleri

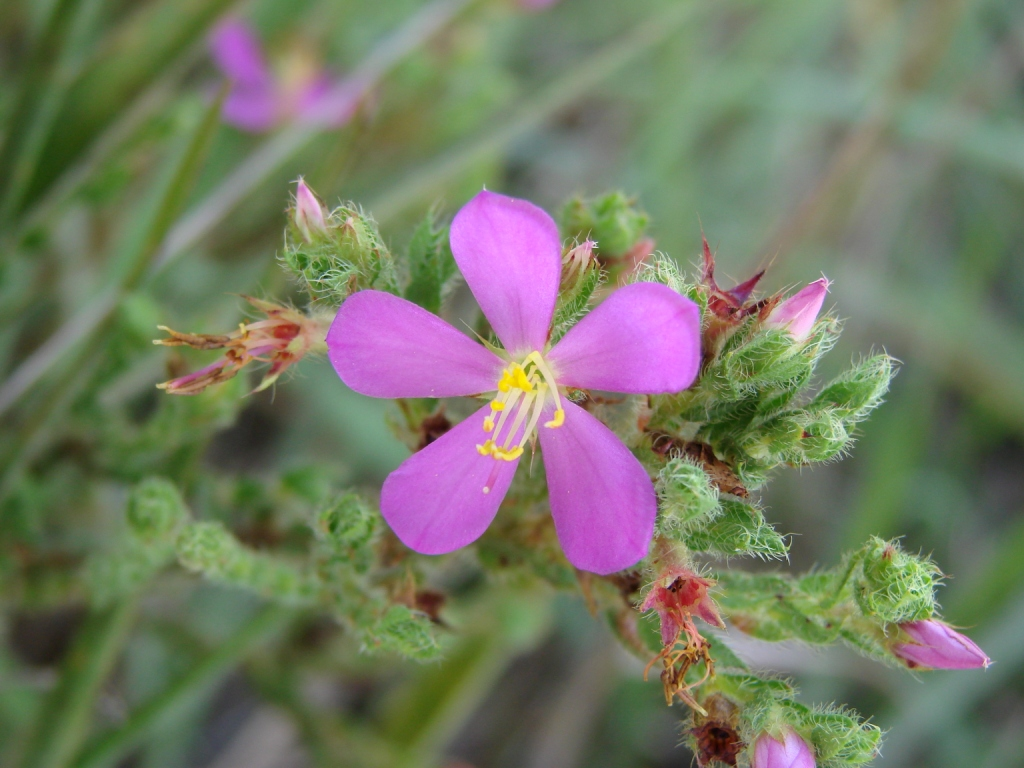